# Catananche
Catananche  L., 1753 è un genere di piante angiosperme dicotiledoni della famiglia delle Asteraceae.

## Etimologia
Il nome del genere (Catananche) deriva da un verbo ellenico  "”katanangkazo”" ( = far violenza, costringere); probabilmente l'abbinamento di tale nome al fiore di questa voce deriva da un'antica usanza delle streghe della Tessalia per preparare con esso dei filtri d'amore per "costringere" un partner restio. Il nome comune (cupidone) fa ancora riferimento alle sue presunte proprietà amorose.
Il nome scientifico del genere è stato proposto da Carl von Linné (1707 – 1778) biologo e scrittore svedese, considerato il padre della moderna classificazione scientifica degli organismi viventi, nella pubblicazione "Species Plantarum - 2: 812" del 1753

## Descrizione

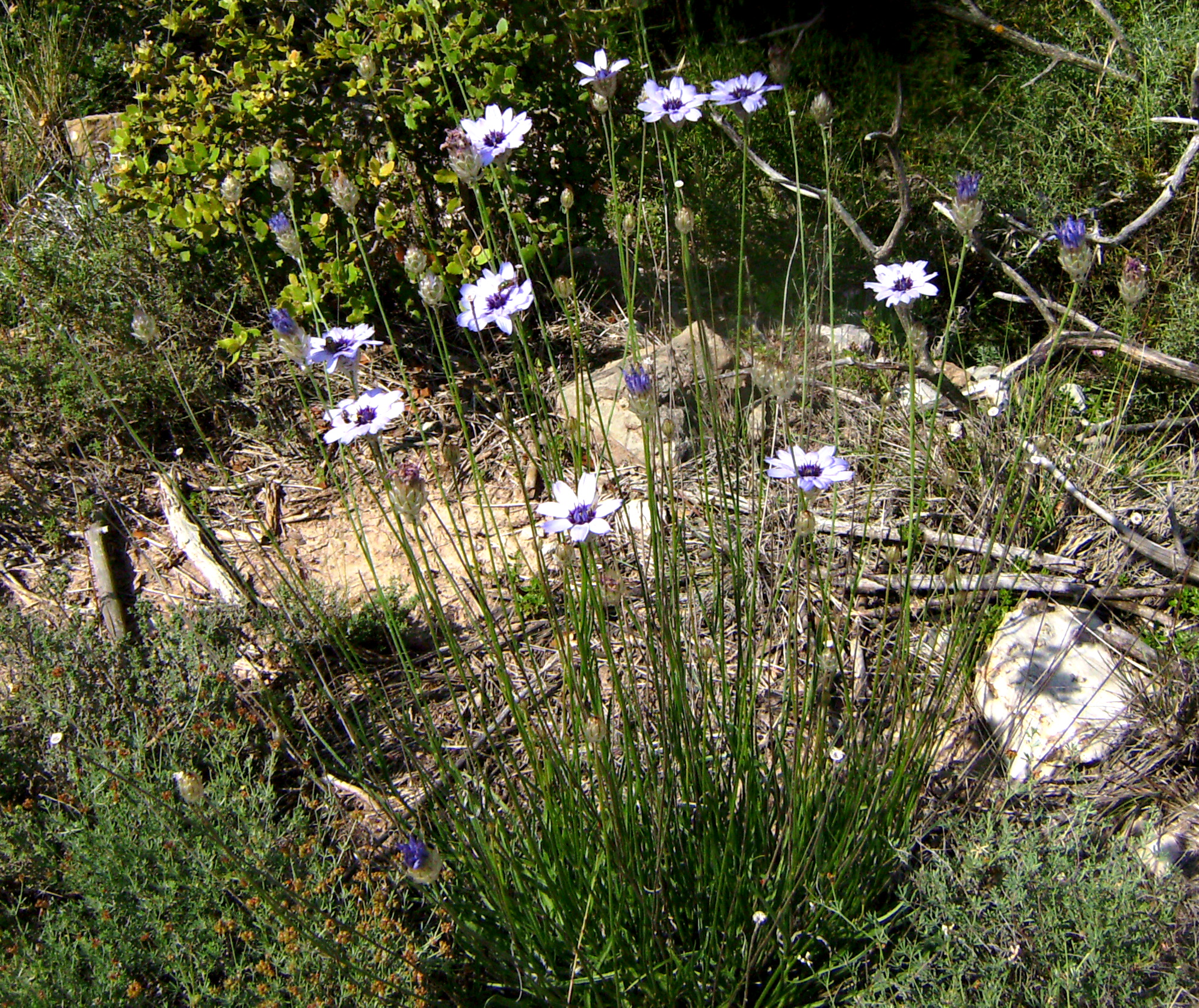
Il portamento
Catananche caerulea

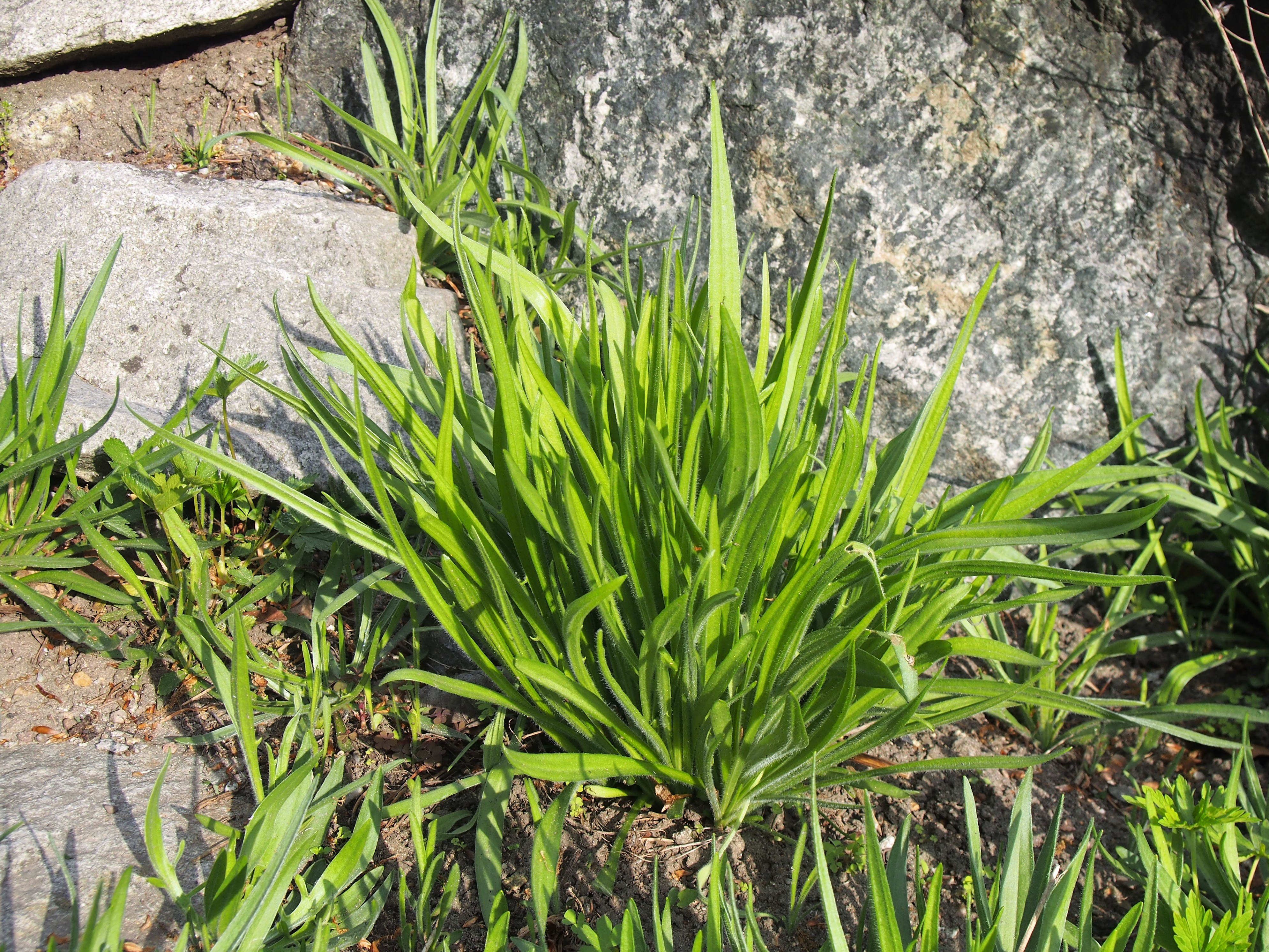
Le foglie
Catananche caerulea

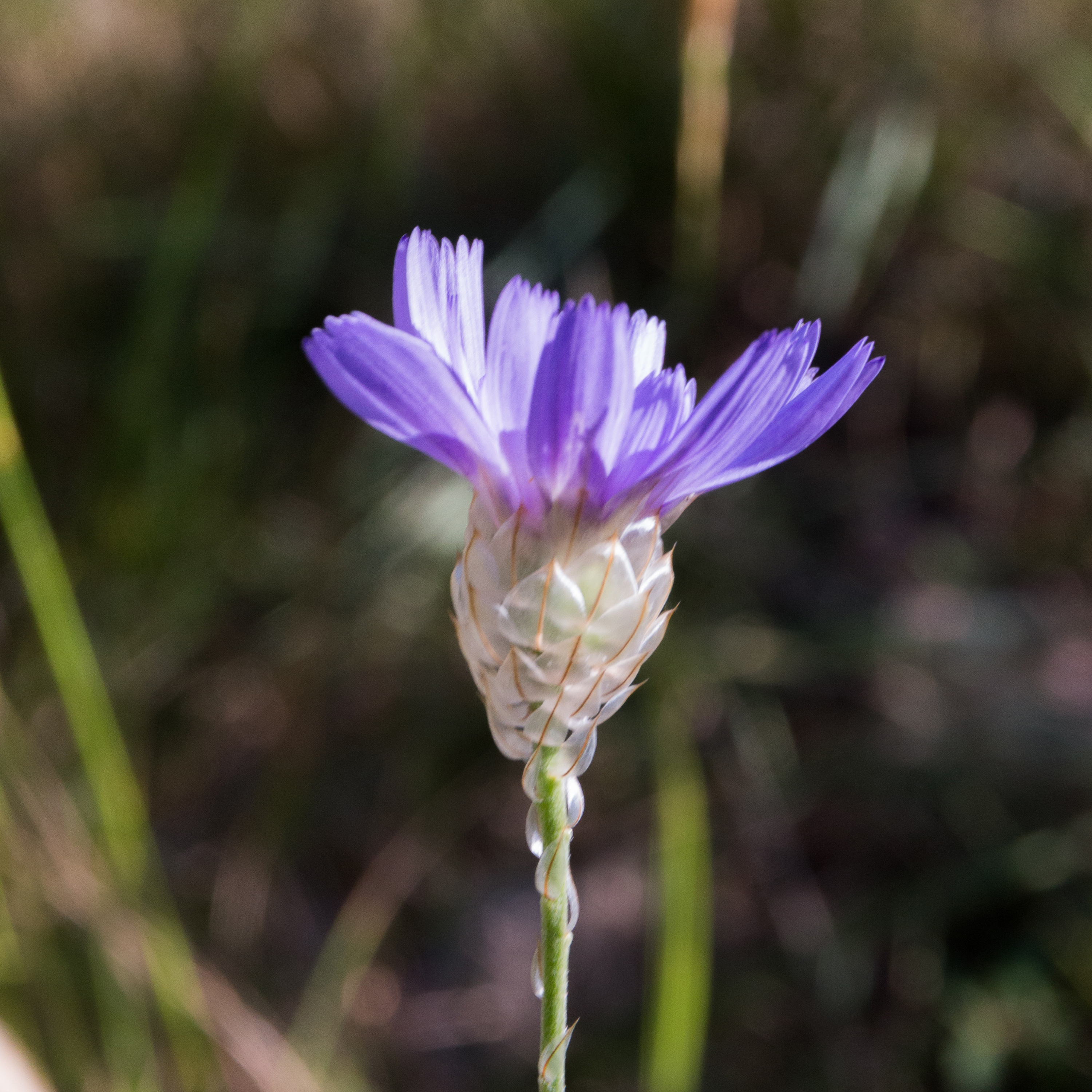
Infiorescenza
Catananche caerulea

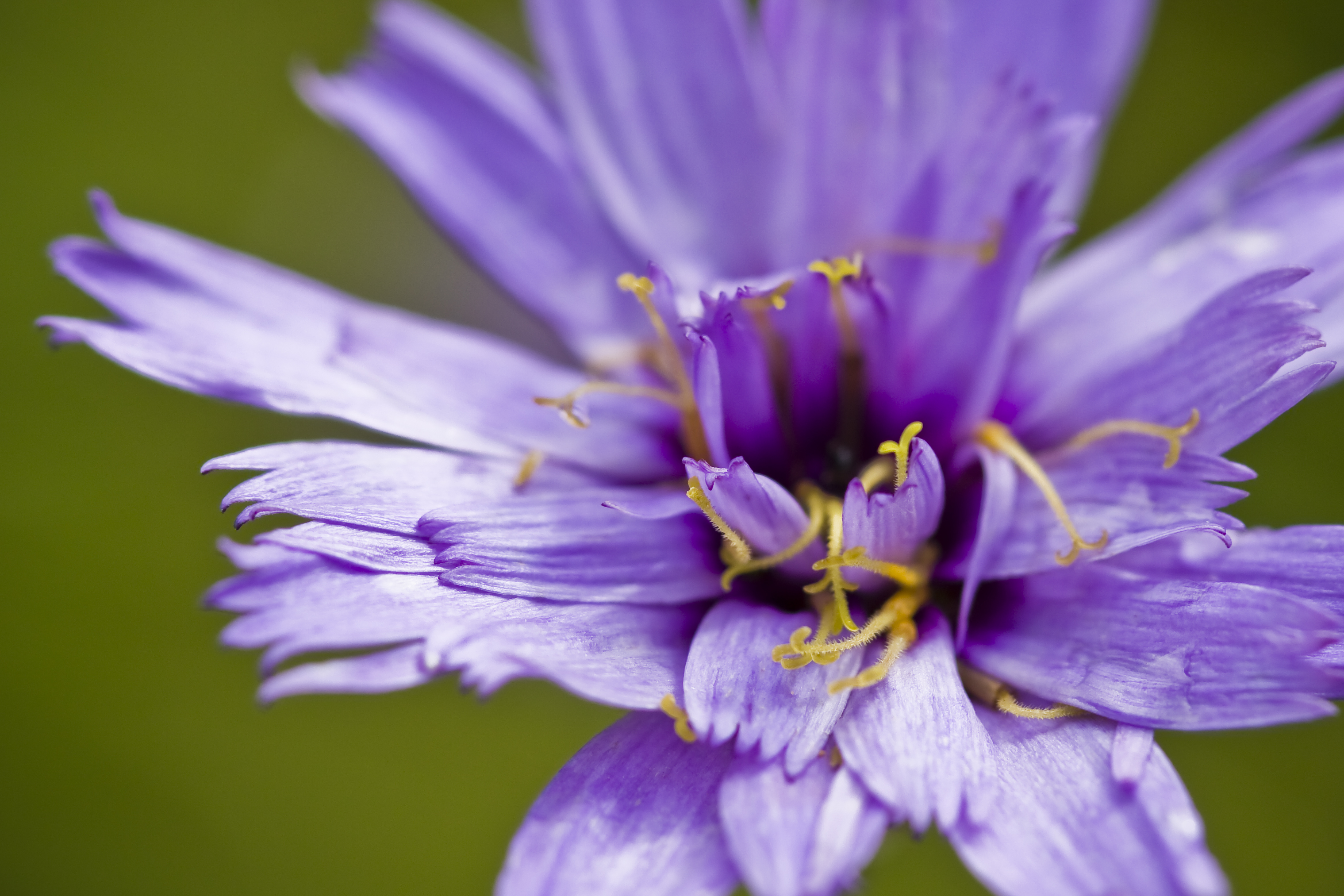
I fiori
Catananche caerulea

Habitus. Le specie di questo genere sono piante mediamente alte (non raggiungono il metro). L'habitus è di tipo erbaceo, mentre il ciclo biologico può essere annuale (Catananche lutea) o perenne (Catananche caerulea).  Negli organi interni sono presenti sia condotti resiniferi che canali laticiferi.
Fusto. La parte aerea del fusto è eretta, semplice o ramosa. Le radici in genere sono di tipo fittonante (non sono presenti rizomi né stoloni).
Foglie. Le foglie sia basali che cauline sono disposte in modo alternato. Hanno una lamina intera e lineare. I margini sono poco dentati. Le foglie dei rami fioriti possono essere ridotte a delle brevi brattee membranose. Le venature sono parallele.
Infiorescenza. Le infiorescenze sono composte da singoli capolini isolati (o al massimo 5) all'apice di lunghissimi peduncoli afilli o poco fogliosi. I capolini sono formati da un involucro con una forma cilindrica (o ovoidea/campanulata) composto da 5 - 7 brattee (o squame) disposte su due serie in modo embricato all'interno delle quali un ricettacolo fa da base ai fiori tutti ligulati. Sul dorso delle brattee, ovate e aristate, è presente una venatura centrale, mentre i margini sono argentei e brillanti. Il ricettacolo, piatto, è setoloso e provvisto di pagliette a protezione della base dei fiori.
Fiori. I fiori sono tutti del tipo ligulato (il tipo tubuloso, i fiori del disco, presente nella maggioranza delle Asteraceae, qui è assente), sono tetra-ciclici (ossia sono presenti 4 verticilli: calice – corolla – androceo – gineceo) e pentameri (ogni verticillo ha 5 elementi). I fiori sono tutti ermafroditi e zigomorfi.
- Formula fiorale:

*/x K {\displaystyle \infty }, [C (5), A (5)], G 2 (infero), achenio
- Calice: i sepali del calice sono ridotti a una coroncina di squame.
- Corolla: la corolla è ligulata e raggiante con 5 evidenti dentelli terminali; la corolla è colorata di azzurro (raramente bianco o rosso) oppure giallo.
- Androceo: gli stami sono 5 con filamenti liberi e lisci, mentre le antere sono saldate in un manicotto (o tubo) circondante lo stilo.[14] Le antere, codate, di colore porporino scuro alla base sono acute. Le appendici apicali sono allungate. Il polline è tricolporato, echinato ma non "lophato".[15]
- Gineceo: gli stigmi dello stilo (corto) sono due divergenti, sottili e ricurvi con la superficie stigmatica posizionata internamente (vicino alla base).[16]  Gli stigmi inoltre sono filiformi e pelosi sul lato inferiore. L'ovario è infero uniloculare formato da 2 carpelli.

Frutti. I frutti sono degli acheni con pappo. L'achenio, oblungo e rigato (conico), con 5 angoli appena visibili, è privo di becco. Il pappo è formato da 5 - 7 squame lesiniformi aristate.

## Biologia
- Impollinazione: l'impollinazione avviene tramite insetti (impollinazione entomogama tramite farfalle diurne e notturne).
- Riproduzione: la fecondazione avviene fondamentalmente tramite l'impollinazione dei fiori (vedi sopra).
- Dispersione: i semi (gli acheni) cadendo a terra sono successivamente dispersi soprattutto da insetti tipo formiche (disseminazione mirmecoria). In questo tipo di piante avviene anche un altro tipo di dispersione: zoocoria. Infatti gli uncini delle brattee dell'involucro si agganciano ai peli degli animali di passaggio disperdendo così anche su lunghe distanze i semi della pianta.

## Distribuzione e habitat
La distribuzione di queste piante è prevalentemente europea (Europa meridionale) e soprattutto mediterranea (Africa settentrionale, Anatolia e coste asiatiche del Mediterraneo fino all'Afghanistan). L'habitat più usuale sono i terreni rustici pietrosi.

## Tassonomia
La famiglia di appartenenza di questa voce (Asteraceae o Compositae, nomen conservandum) probabilmente originaria del Sud America, è la più numerosa del mondo vegetale, comprende oltre 23.000 specie distribuite su 1.535 generi, oppure 22.750 specie e 1.530 generi secondo altre fonti (una delle checklist più aggiornata elenca fino a 1.679 generi). La famiglia attualmente (2021) è divisa in 16 sottofamiglie.

### Filogenesi
Il genere di questa voce appartiene alla sottotribù Scolyminae della tribù Cichorieae (unica tribù della sottofamiglia Cichorioideae). In base ai dati filogenetici la sottofamiglia Cichorioideae è il terz'ultimo gruppo che si è separato dal nucleo delle Asteraceae (gli ultimi due sono Corymbioideae e Asteroideae). La sottotribù Scolyminae è uno dei cladi iniziali che si sono separati dalla tribù.
I caratteri più distintivi per questa sottotribù (e quindi per i suoi generi) sono:
- i fusti sono alati;
- negli organi interni sono presenti sia condotti resiniferi che canali laticiferi;
- alcune parti delle piante possono essere spinose;
- l'origine delle specie è soprattutto relativa al Vecchio Mondo.

All'interno della sottotribù il genere di questa voce, da un punto di vista filogenetico, occupa una posizione centrale e supporta la relazione di "gruppo fratello" con il clade formato dai generi Hymenonema e Scolymus.
Cladogramma indicante la posizione del genere nella sottotribù.
|  | Catananche                                              |
|  |                                                         |
|  | \| \| Hymenonema \| \| \| \| \| \| Scolymus \| \| \| \| |
|  |                                                         |
|  | Hymenonema                                              |
|  |                                                         |
|  | Scolymus                                                |
|  |                                                         |

|  | Hymenonema |
|  |            |
|  | Scolymus   |
|  |            |

|  | Catananche                                              |
|  |                                                         |
|  | \| \| Hymenonema \| \| \| \| \| \| Scolymus \| \| \| \| |
|  |                                                         |
|  | Hymenonema                                              |
|  |                                                         |
|  | Scolymus                                                |
|  |                                                         |

|  | Hymenonema |
|  |            |
|  | Scolymus   |
|  |            |

I caratteri distintivi per le specie di questo genere sono:
- le venature delle foglie sono parallele;
- le brattee dell'involucro son 5 - 7;
- i margini delle brattee involucrali sono argentei e brillanti;
- il ricettacolo è setoloso.

In trattamenti precedenti questo genere era a capo della sottotribù Catananchinae K.Bremer, 1993. Ora i generi di questa sottotribù sono quasi tutti assorbiti nella sottotribù Scolyminae.
Il numero cromosomico delle specie di questo genere varia da 2n = 16 a 2n = 18. Sono piante diploidi e tetraploidi.

### Elenco delle specie
Questo genere ha 5 specie:
- Catananche arenaria Coss. & Durieu
- Catananche caerulea  L.
- Catananche caespitosa  Desf.
- Catananche lutea  L.
- Catananche montana  Coss. & Durieu

### Specie spontanee italiane
In Italia allo stato spontaneo sono presenti due specie qui sotto brevemente descritte:
- Specie perenne con corolla azzurra:

C. caerulea - Cupidone azzurro: l'altezza della pianta varia da 3 a 7 dm; il ciclo biologico è perenne; la forma biologica è emicriptofita scaposa (H scap); il tipo corologico è Sud Ovest Mediterraneo; l'habitat tipico sono i prati aridi; la distribuzione sul territorio italiano è relativa al Nord-Ovest fino a un'altitudine di 800 m s.l.m..
- Specie annuale con corolla gialla:

C. lutea - Cupidone giallo: l'altezza della pianta varia da 2 - 4 dm; il ciclo biologico è annuo; la forma biologica è terofita scaposa (T scap); il tipo corologico è Sud - Mediterraneo; l'habitat tipico sono gli incolti aridi e argillosi; la distribuzione sul territorio italiano è relativa al Centro e Sud fino a un'altitudine di 800 m s.l.m..

#### Specie della zona alpina
Delle 2 specie spontanee della flora italiana solo C. caerulea vive sull'arco alpino. La tabella seguente mette in evidenza alcuni dati relativi all'habitat, al substrato e alla distribuzione delle specie alpine.
| Specie | Comunità vegetali | Piani vegetazionali | Substrato  | pH     | Livello trofico | H2O   | Ambiente | Zona alpina                            |
| --- | ----------------- | ------------------- | ---------- | ------ | --------------- | ----- | -------- | -------------------------------------- |
| C. caerulea | 12                | montano collinare   | Ca - Ca/Si | basico | medio           | arido | C2 F2 G3 | Liguria (IM e SV) e Piemonte (CN e TO) |
| Legenda e note alla tabella. Substrato: con “Ca/Si” si intendono rocce di carattere intermedio (calcari silicei e simili). Zona alpina: vengono prese in considerazione solo le zone alpine del territorio italiano (sono indicate le sigle delle province). Comunità vegetali: 12 = comunità delle lande di arbusti nani e delle torbiere. Ambienti: C2 = rupi, muri e ripari sotto roccia; F2 = praterie rase, prati e pascoli dal piano collinare al subalpino; G3 = macchie basse. |                   |                     |            |        |                 |       |          |                                        |

### Specie dell'areale mediterraneo
In Europa e nell'areale del Mediterraneo sono presenti le seguenti specie (comprese quelle spontanee italiane). In questo areale si trova anche la totalità del genere Catananche formato da 5 specie in tutto:
- Catananche arenaria Coss. & Durieu, 1855 - Distribuzione: Libia, Tunisia, Algeria e Marocco.
- Catananche caerulea L., 1753 (Cupidone azzurro) - Distribuzione: Europa mediterranea occidentale e Africa mediterranea occidentale.
- Catananche caespitosa Desf., 1799 - Distribuzione: Algeria e Marocco.
- Catananche lutea L., 1753 (Cupidone luteo) - Distribuzione: tutto l'areale mediterraneo.
- Catananche montana Coss. & Durieu, 1857 - Distribuzione: Algeria e Marocco.

### Sinonimi
L'entità di questa voce ha avuto nel tempo diverse nomenclature. L'elenco seguente indica alcuni tra i sinonimi più frequenti:
- Cupidonia Bubani
- Piptocephalum Sch.Bip.
- Catanance St.-Lag.

### Generi simili
Il genere di questa voce è molto simile al più comune genere Cichorium L. (Cicoria, Endivia). Differisce per le foglie più o meno lineari e intere, per il numero dei capolini per pianta (pochi), per il ricettacolo provvisto di pagliette a protezione della base dei fiori e per il pappo formato da squame lesiniformi.

## Usi (giardinaggio)
Questi fiori hanno attirato molto presto l'attenzione dei giardinieri specialmente per la loro resistenza nel tempo (i petali hanno una caratteristica consistenza cartacea). Ad esempio il "cupidone azzurro" nel commercio è impiegato come fiore reciso a lunghissima conservazione, mentre nel giardinaggio già del 1596 si hanno le prime notizie di questa pianta. Per la Catananche lutea le prime notizie si hanno nel 1640.
Le "catananche" sono piante essenzialmente xerofile e necessitano di terreni rustici (calcarei e pietrosi). La moltiplicazione può avvenire per seme (interrato in Primavera); successivamente le piante, raggiunta una certa altezza, vanno trapiantate definitivamente.